# Vailly (Alta Savoia)
Vailly è un comune francese di 813 abitanti situato nel dipartimento dell'Alta Savoia, nella regione dell'Alvernia-Rodano-Alpi.

## Società

### Evoluzione demografica
Abitanti censiti